# Amplepuis
Amplepuis ist eine kleine französische Stadt mit 4858 Einwohnern (Stand 1. Januar 2022) im Département Rhône in der Region Auvergne-Rhône-Alpes zwischen Lyon und Roanne. Amplepuis ist die westlichste Gemeinde des Départements Rhône. Sie liegt am Fluss Reins, der hier seinen Namen wechselt und weiter abwärts den Namen Rhins führt.

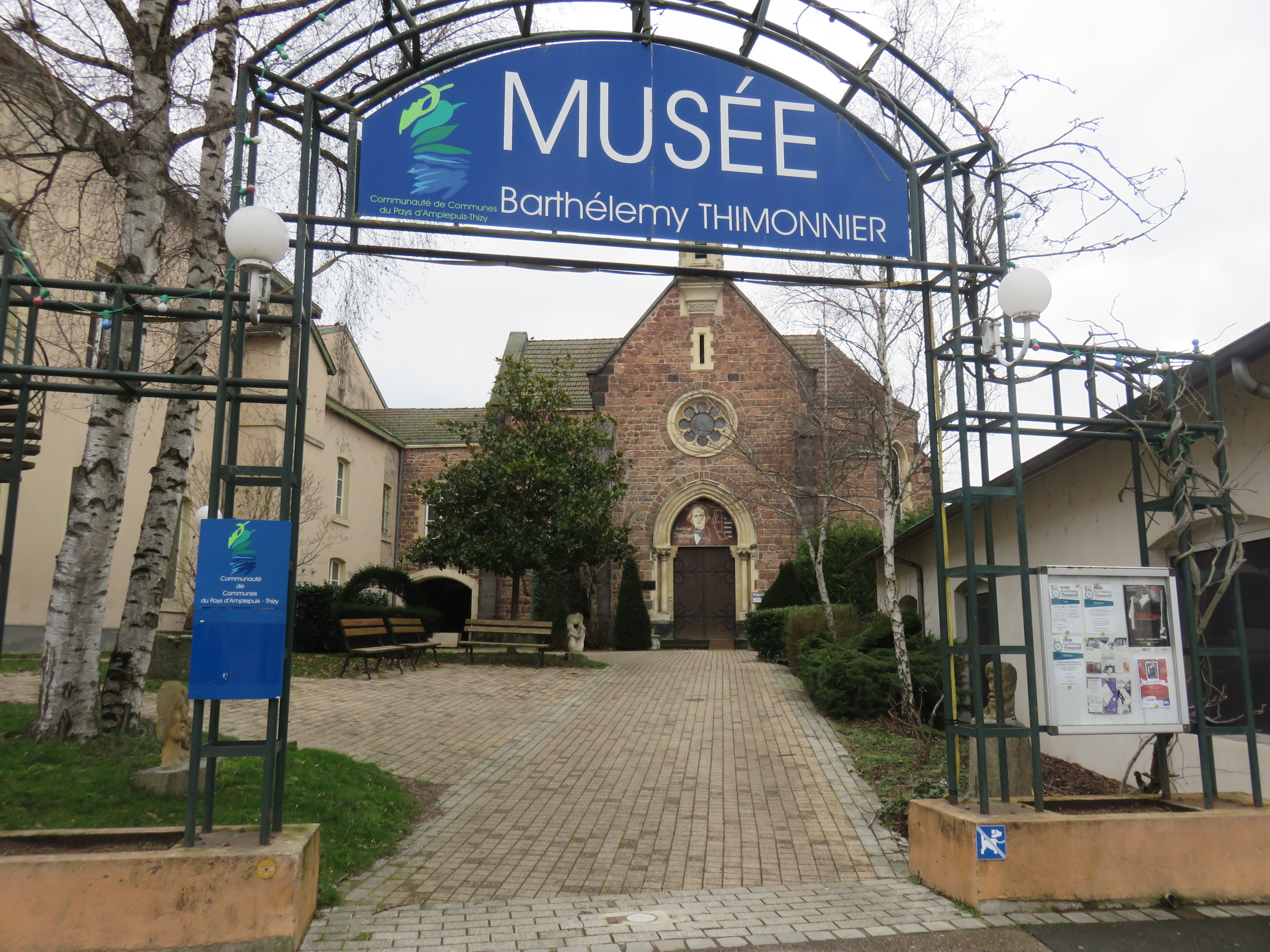
Nähmaschinenmuseum

Bekannt geworden ist Amplepuis vor allem durch Nähmaschinen. Der Erfinder der ersten Nähmaschine, Barthélemy Thimonnier (1793–1857), ist in Amplepuis aufgewachsen und gestorben. Er hatte als Erwachsener in Paris eine Firma gegründet, ging später nach Manchester, kehrte aber schließlich nach Amplepuis zurück. Ihm zu Ehren hat man in Amplepuis ein Nähmaschinen-Museum eingerichtet, das Musée Barthélemy Thimonnier. Neben wertvollen Nähmaschinen und deren Zubehör (wie zum Beispiel Fingerhüte) sind dort auch Zweiräder ausgestellt.
Amplepuis pflegt seit 1970 eine Städtepartnerschaft mit Gültstein (Teilort von Herrenberg). Jährlich findet ein Schüleraustausch statt, der aber nicht mit Gültstein, sondern mit der Herrenberger Theodor-Schüz-Realschule unternommen wird. Mit der Gemeinde Gültstein pflegt Amplepuis einen regen Partnerschaftsaustausch, der alle zwei Jahre stattfindet. Herrenbergs Partnerstadt ist das von Amplepuis 15 Kilometer entfernte Tarare.

## Verkehr

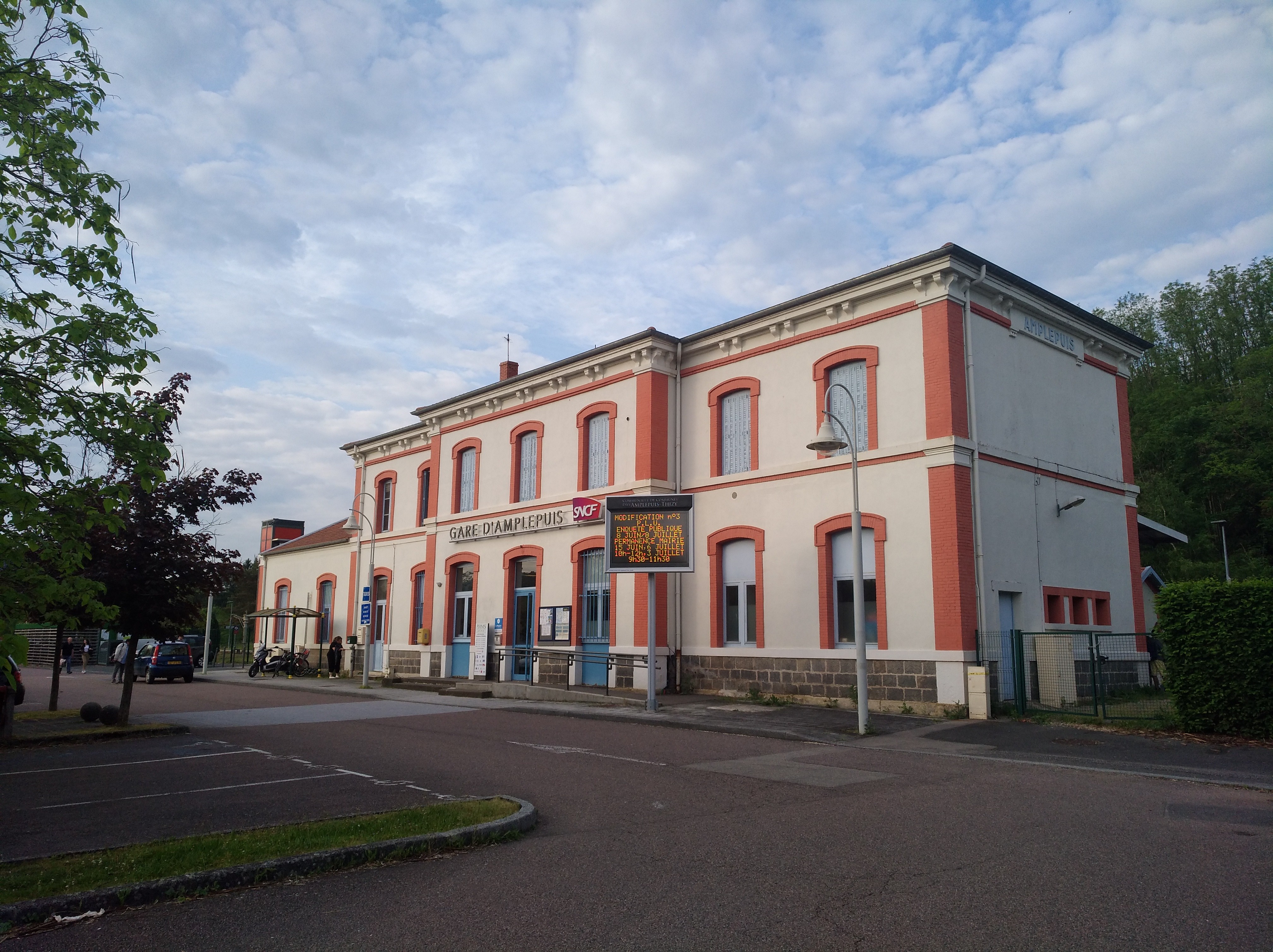
Empfangsgebäude des Bahnhofs

Amplepuis hat einen Bahnhof an der Bahnstrecke Le Coteau–Saint-Germain-au-Mont-d’Or und wird im Regionalverkehr von Zügen des TER Auvergne-Rhône-Alpes bedient.
Von 1907 bis 1935 zweigte von dieser die Bahnstrecke der Compagnie du chemin de fer d’intérêt local d’Amplepuis à Saint-Vincent-de-Reins nach Saint-Vincent-de-Reins ab.